# Daniel Stern (skådespelare)
Daniel Jacob Stern, född 28 augusti 1957 i Bethesda, Maryland, är en amerikansk skådespelare. Stern är bland annat känd för sin roll som den fumlige inbrottstjuven Marv i de två första Ensam hemma-filmerna.

## Filmografi (i urval)
- 1979 – Loppet är kört
- 1979 – Börja om från början
- 1980 – Stardust Memories
- 1982 – Fiket
- 1983 – Blue Thunder
- 1984 – C.H.U.D.
- 1984 – Frankenweenie (kortfilm)
- 1986 – Hannah och hennes systrar
- 1987 – Born in East L.A
- 1988 – Jagad av döden
- 1988 – Milagro
- 1988–1993 – En härlig tid (TV-serie) (berättarröst, 114 avsnitt)
- 1989 – Havets hämnare
- 1989 – Little Monsters
- 1990 – Klart mamma skall ha en cabriolet
- 1990 – Ensam hemma
- 1990 – Hur jag lärde en FBI-agent dansa marengo
- 1991 – City Slickers - jakten på det försvunna leendet
- 1992 – Ensam hemma 2 - vilse i New York
- 1993 – Rookie of the Year
- 1994 – City Slickers II - Jakten på Curly's guld
- 1995 – Bushwhacked
- 1996 – Celtic Pride
- 1998 – Very Bad Things
- 2006 – Deception
- 2008 – Otis
- 2009 – Whip it
- 2010 – The Next Three Days